# National Conference of State Legislatures
Die National Conference of State Legislatures (NCSL) ist eine 1975 gegründete überparteiliche Organisation, die die Interessen der US-Bundesstaaten und der State Legislatures, der Parlamente der Bundesstaaten, gegenüber den bundesstaatlichen Institutionen der Vereinigten Staaten in Washington, D.C. vertritt.
Die NCSL setzt sich aus Mitgliedern der Parlamente der Bundesstaaten, Territorien und Commonwealths der USA zusammen. Ihre Ziele sind die Verbesserung der Effektivität, Unabhängigkeit und Integrität der Staatsparlamente, die Förderung ihrer Zusammenarbeit und die Vertretung ihrer Interessen gegenüber den Bundesbehörden. Hierzu werden erfahrene Abgeordnete berufen, der Vorsitz wechselt jährlich zwischen den beiden großen Parteien und rotiert zusätzlich regional so, dass jeder Parlamentarier unabhängig von der Parteizugehörigkeit die Chance hat, berufen zu werden.
Die NCSL unterhält zwei Büros, eines in Denver, Colorado, und eines in Washington, D.C. Die NCSL Foundation for State Legislatures unterstützt seit 1982 die Ziele der NCSL. Sie finanziert sich teilweise durch Spenden unter anderem von Unternehmen wie Walmart, Amazon und Siemens.